# Miguel de Sinada
San Miguel de Sinnada o el Confesor (Asia Menor, s. VIII - Sinnada, Frigia, 826) (Μιχαήλ) fue obispo de Sinada (Synnada) o Synnas en Frigia. Es venerado como santo por diversas confesiones cristianas.

## Biografía
De joven quiso hacer vida religiosa y Tarasio, patriarca de Constantinopla, lo envió a un monasterio de la costa del Mar Negro, donde fue compañero del también futuro obispo Teofilacto de Nicomedia. Los dos destacaron por el rigor de la disciplina y su virtud, y se les atribuye un milagro que puso fin a una gran sequía, ya que según la leyenda, la lluvia solo llegó gracias a su plegarias.
Tarasio designó a Miguel, por su virtud, obispo de Sinnada hacia al 784. Favoreció la concordia entre las iglesias griega y latina y llevó a término misiones diplomáticas en nombre del emperador de Bizancio y del patriarca Tarasio, como la que llevó a Bagdad para negociar la paz con el califa Harún al-Rashid. Participó al séptimo concilio ecuménico de Nicea, en 787. Durante el período de la iconoclastia fue desterrado por León V el armenio en Eudokiada, a causa de su postura ortodoxa. Volvió a Sinnada a la muerte del emperador, en 820. Otras fuentes dicen que murió en el exilio hacia 818. Escribió Expositio Maximorum Miraculorum SS. Archangelorun referenciada  por León Alacio a De Symeonibus.

## Veneración
Venerado por católicos y ortodoxos, su festividad és el 23 de mayo; en Georgia, se celebra el 5 de junio. Se conserva el cráneo al monasterio de la Gran Laura de San Atanasio del Monte Athos, i otras relíquias en el monasterio de Iveron, también en Athos.